# Połonina Wetlińska

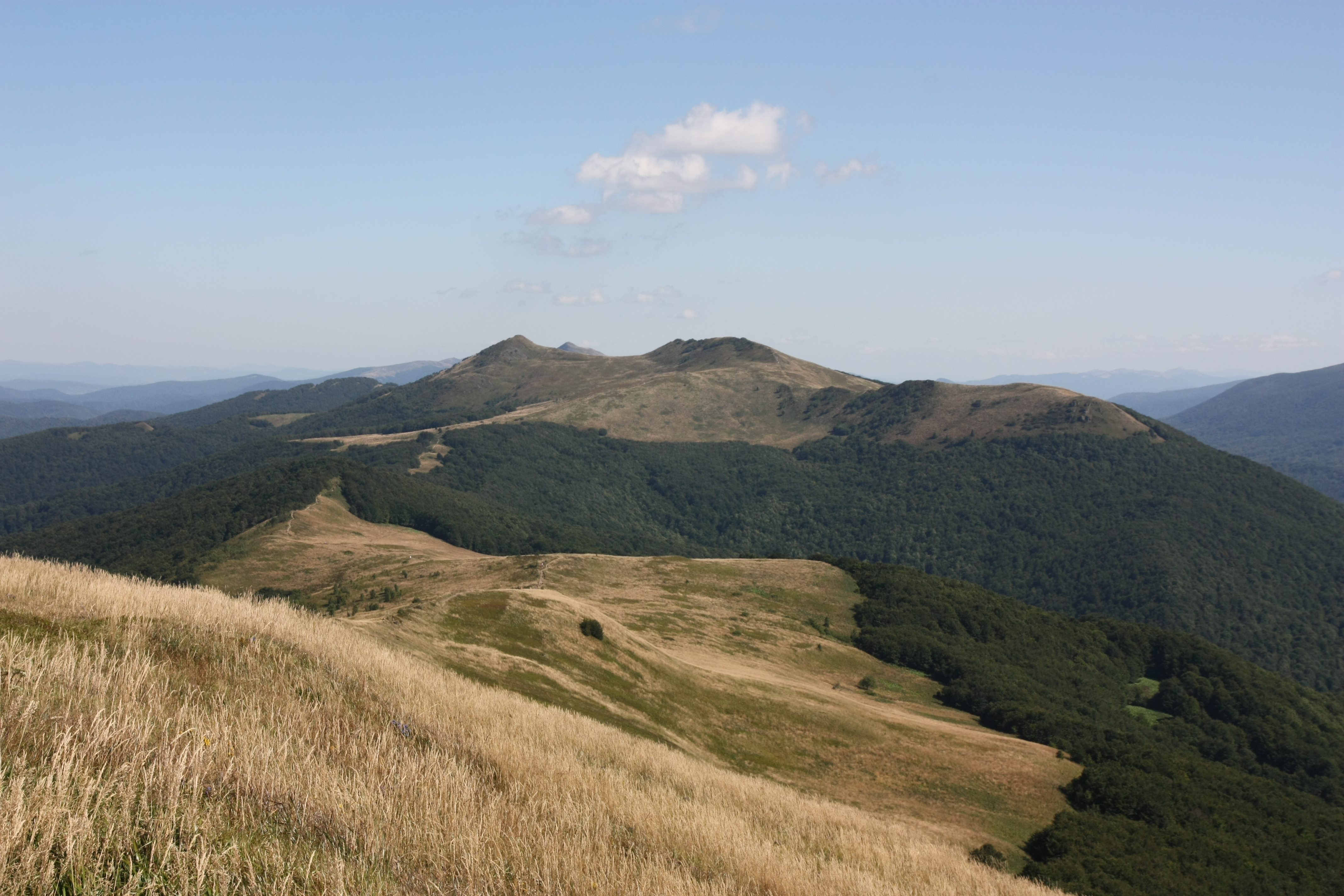
Połonina Wetlińska widziana ze Smereka

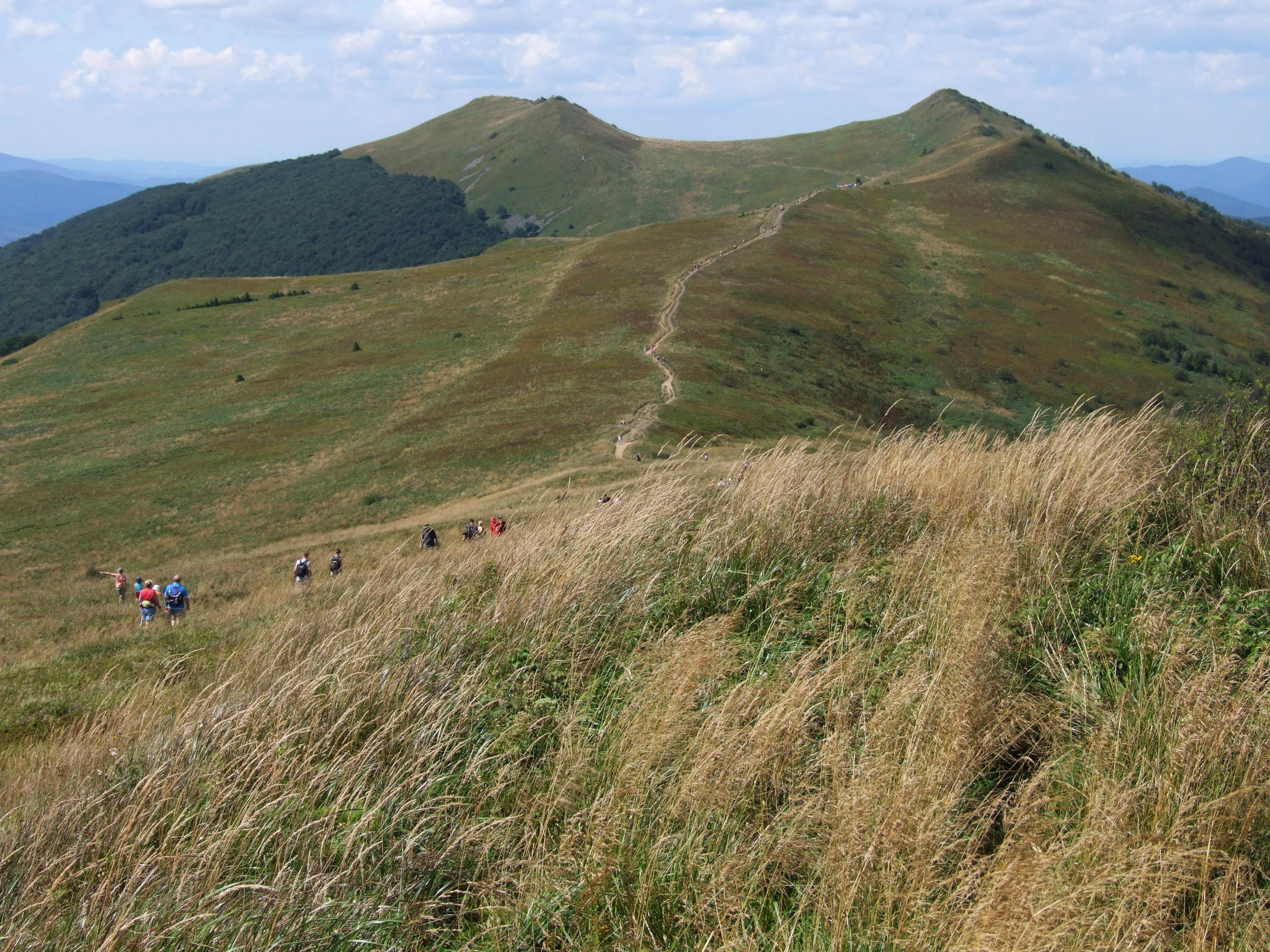
Połonina Wetlińska pomiędzy Hasiakową Skałą i Rohem

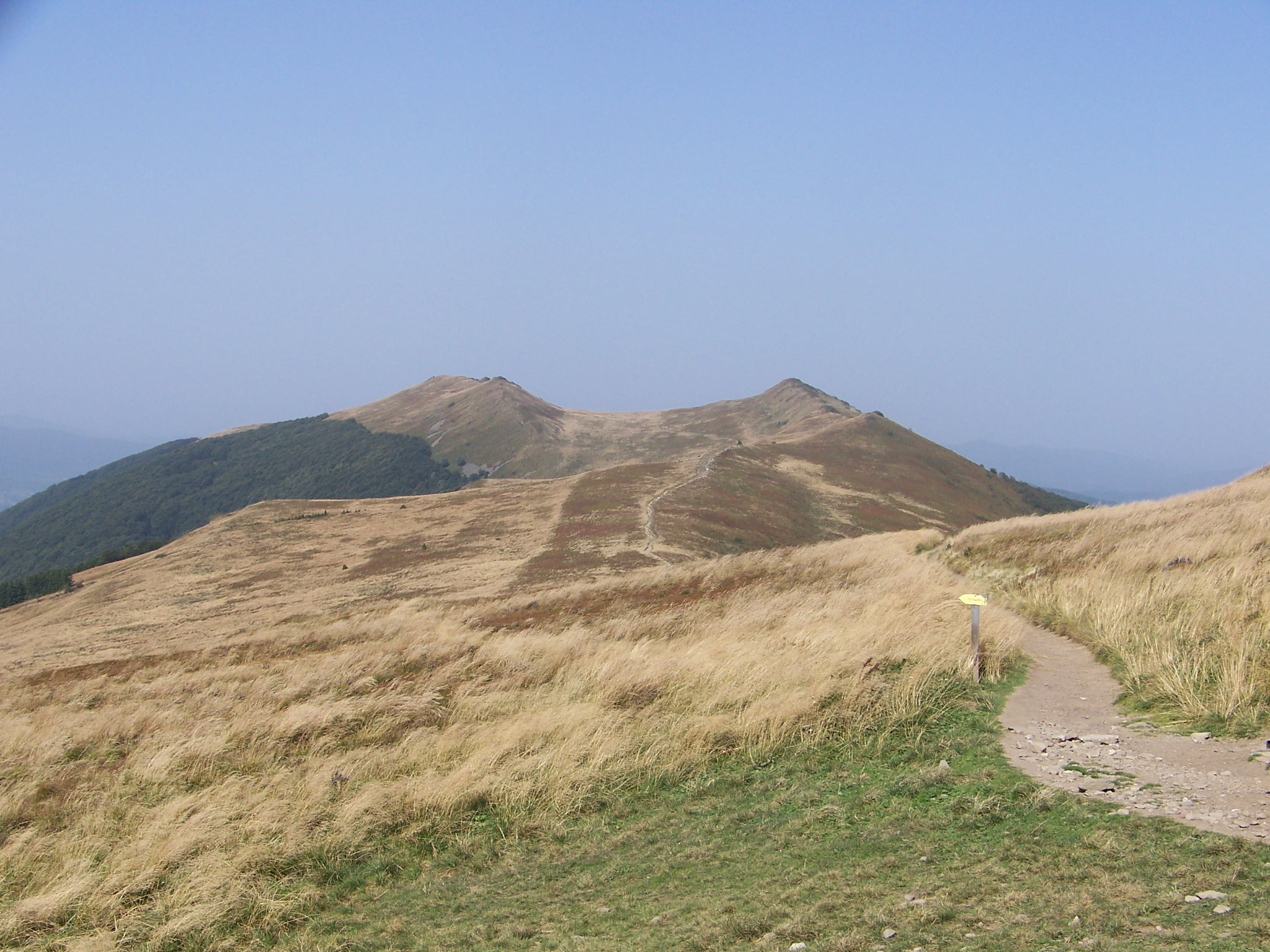
Osadzki Wierch i Roh z Hasiakowej Skały

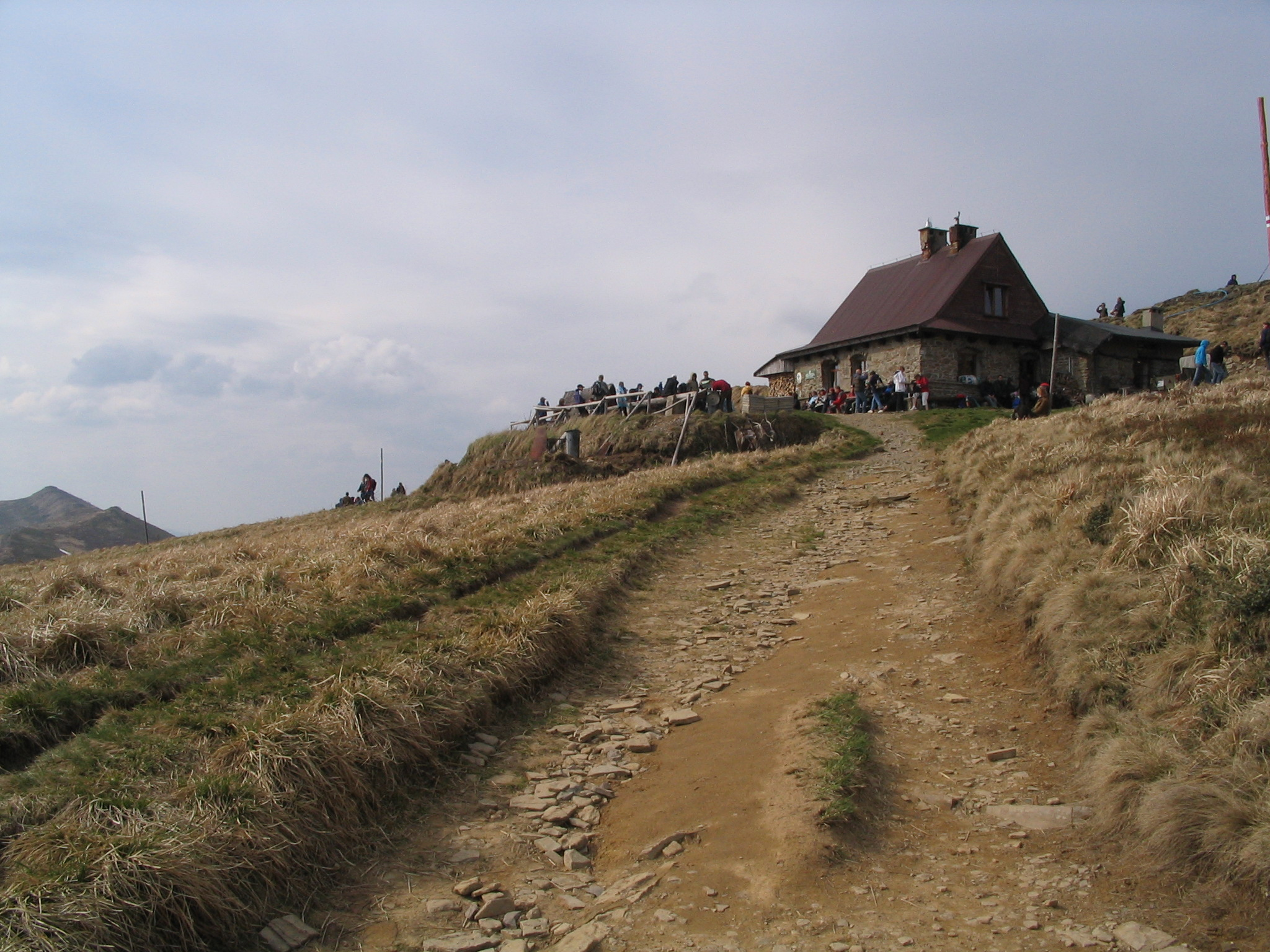
Schronisko „Chatka Puchatka”

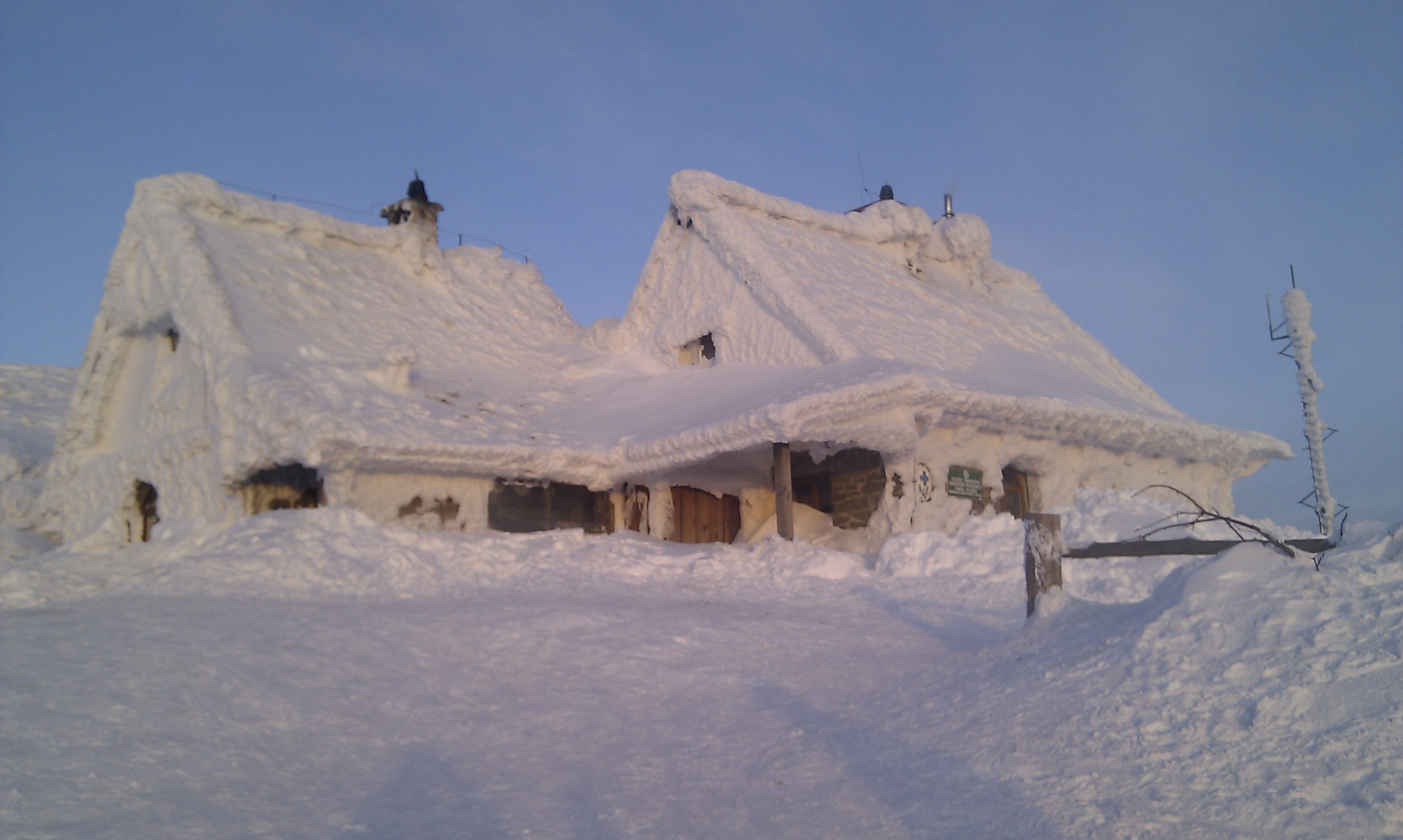
„Chatka Puchatka” zimą

Połonina Wetlińska – masyw górski i połonina w Bieszczadach Zachodnich. Jest jednym z najczęściej odwiedzanych miejsc w Bieszczadach.

## Topografia
Jest to masyw o kilku wierzchołkach, a jego kontynuacją jest góra Smerek oddzielona przełęczą M. Orłowicza. Południowo-zachodnie stoki masywu są krótkie i stromo opadają w dolinę Wetlinki, zachodnie do doliny Prowczy i Nasiczniańskiego Potoku, natomiast północno-wschodnie przechodzą w długie grzbiety, które łagodnie opadają ku bardziej odległej dolinie Sanu. Poprzez Przełęcz Wyżną masyw Połoniny Wetlińskiej łączy się z Działem.
Kulminacje Połoniny Wetlińskiej:
- Roh, 1255 m
- Osadzki Wierch, 1253 m
- Hasiakowa Skała, 1232 m
- Hnatowe Berdo, 1187 m
- Szare Berdo, 1108 m

Większa część masywu znajduje się na obszarze Bieszczadzkiego Parku Narodowego.

## Przyroda
Najwyższe partie masywu pokrywają typowe bieszczadzkie połoniny, poniżej 1050 m znajdują się lasy bukowe, które najlepiej zachowały się w dolinie Tworylczyka. Z połonin roztaczają się rozległe widoki i znajduje się tu najwyżej położone bieszczadzkie schronisko: „Chatka Puchatka” (1228 m n.p.m.), usytuowane tuż pod Hasiakową Skałą.
Z rzadkich w Polsce roślin stwierdzono występowanie takich gatunków, jak: lepnica karpacka, tocja karpacka, turzyca dacka, chaber Kotschyego, tojad bukowiński, tojad wschodniokarpacki i groszek wschodniokarpacki.

## Historia
Połonina Wetlińska i sąsiedni Smerek nazwy wzięły od leżących u ich stóp wsi. Nadali je kartografowie austriaccy. Jednak szczytowe połoniny należały także do wsi Jaworzec, Zatwarnica, Berehy Górne i jeszcze w okresie międzywojennym masowo wypasano woły i jałówki. W samej tylko części należącej do wsi Zatwarnica wypasano 150–200 sztuk bydła. Nocą trzymano je na polanie Katyczowa powyżej źródlisk Hylatego, w południe przepędzano na odpoczynek na polanę Jahrowyszcze. Pojono w korytach znajdujących się pomiędzy tymi polanami. Stada pilnowało 4–5 stałych pastuchów oraz zmieniający się pomocnicy.
W czasie I wojny światowej Połonina Wetlińska była miejscem ciężkich walk pozycyjnych pomiędzy wojskami rosyjskimi a austriackimi. Latem 1944 w lasach Stołów obozował oddział partyzantki sowieckiej M. Kunickiego „Muchy”. W Suchych Rzekach (na północnych stokach Szarego Berda) działała ukraińska szkoła podoficerska batalionu „Rena” UPA.
Na Połoninie Wetlińskiej wykonywano zdjęcia do filmu Bandyta z 1997 roku.

## Legendy
Z Połoniną Wetlińską związane są liczne legendy. Jedna z nich mówi o sposobie podziału tej połoniny między mieszkańców kilku miejscowości, które na niej wypasały bydło. Według niej wszyscy właściciele wsi wyjechali rano konno ze swoich dóbr i tam, gdzie się spotkali wytyczono granice, jednak dziedzic z Hulskiego zaspał (inna wersja mówi, że przegrał pastwiska w karty) i dlatego mieszkańcy Hulskiego paśli swoje bydło na Otrycie. Legendy mówią też o zbójnikach i ich licznych kryjówkach. M.in. nad źródliskami potoku Hylaty, w miejscu zwanym Skałą Dobosza znajduje się Jaskinia Dobosza, w której podobno ukrywał się słynny wschodniokarpacki zbójnik Dobosz.

## Szlaki turystyczne
Główny Szlak Beskidzki: Kalnica – Smerek – Przeł. M. Orłowicza – Połonina Wetlińska – Berehy Górne (5;05h)
 Połonina Wetlińska (schronisko) – Przełęcz Wyżna (1:10h)
  Połonina Wetlińska (schronisko) – camping „Górna Wetlinka” (1:55h)
 Wetlina – Przełęcz M. Orłowicza – Zatwarnica (na obrzeżach Połoniny Wetlińskiej) (3:50h)
 ścieżka przyrodnicza „Pełnik”: Wetlina – Przeł. M. Orłowicza – Połonina Wetlińska – Przeł. Wyżna i camping „Górna Wetlinka” (biegnie wzdłuż szlaków pieszych)
 Schronisko PTTK Jaworzec – Krysowa – Przeł. M. Orłowicza (2:40h)